# Bail emphytéotique
Un bail emphytéotique ou une emphytéose (du latin emphyteusis « implantation », lui-même du grec ancien ἐμφύτευσις / emphúteusis) est un bail immobilier de très longue durée, le plus souvent compris entre 18 et 99 ans – mais pouvant atteindre 999 ans dans des États tels que le Kenya ou au Zimbabwe sous la pression des colons britanniques – qui confère au preneur un droit réel sur la chose donnée à bail, à charge pour lui d’améliorer le fonds et de payer un loyer modique, les améliorations bénéficiant au bailleur en fin de bail sans que ce dernier ait à indemniser le locataire (appelé emphytéote). 
Dans un bail emphytéotique, la situation des parties est particulière, puisque l’emphytéote se voit reconnaître un droit réel sur le bien qui lui est donné à bail. L’emphytéote est un quasi-propriétaire du bien qui lui est donné à bail.

## Droit romain
Le bail emphytéotique trouve son origine directement dans le droit romain. L’emphytéose était, à Rome, un droit réel de jouissance appelé jus emphyteuticum et conféré sur un bien appartenant à autrui ; elle ne s’établissait que sur les propriétés rurales, moyennant le versement d’une redevance périodique, appelée canon. 

## En France
L’objet du contrat d’emphytéose était de permettre aux propriétaires de grands domaines fonciers, souvent mal cultivés, d’assurer la mise en valeur de leurs terres sans en supporter les charges : exécution de travaux importants pour mettre en culture des terres en friche, transformation profonde du mode d’exploitation de terres cultivées, construction de bâtiments d’exploitation. 
Le bail emphytéotique est régi par les articles L. 451-1 à L. 451-12 du Code rural et de la pêche maritime. 
Le régime des baux à construction et baux à réhabilitation est inspiré de celui du bail emphytéotique.

## Aux Pays-Bas
Le bail emphytéotique y a été introduit à la fin du XIXe siècle pour limiter la spéculation immobilière lors de l'extension d'Amsterdam, la mairie faisant l'acquisition des terrains constructibles en bordure de la ville — ce qui lui a en outre permis de contrôler l'aménagement du territoire.

## Au Québec
En droit civil québécois, le terme « emphytéose » s'est substitué à « bail emphytéotique », considérant que le terme « bail » se rapporte au louage, dont se distingue l'emphytéose qui est une forme démembrée de la propriété. C'est un contrat foncier de longue durée portant sur un bien, en vertu duquel le preneur (ou emphytéote) s'engage à apporter des améliorations en contrepartie du droit de jouir du fonds comme propriétaire pour la période précisée. 
Cette institution est au XXIe siècle principalement utilisée dans le cadre des grands projets d'aménagement urbain, notamment l'aménagement d'édifices au-dessus des bouches du métro de Montréal.

## En Suisse
En droit civil suisse, selon le principe du numerus clausus des droits réels, un droit d’emphytéose est nul, car il ne peut pas être valablement constitué selon l’article 20 du Code des obligations.